# Ibrahim Baré Maïnassara
Pour les articles homonymes, voir Baré et Maïnassara.
Le général Ibrahim Baré Maïnassara (qui signifie « le victorieux », en langue haoussa), né le 9 mai 1949 à Maradi (Afrique-Occidentale française) et mort le 9 avril 1999 à Niamey, est un militaire de carrière nigérien, président de la République de 1996 à 1999. Il a mené en janvier 1996 le coup d'État de 1996 au Niger et pris la tête du Conseil de salut national, avant d'être assassiné trois ans plus tard.

## Biographie
Né en 1949 à Maradi (550 km à l'est de Niamey), il fait des études primaires à Niamey, suivies d'une formation militaire à Madagascar et en France, avant de devenir en 1974, à l'âge de 25 ans, aide de camp du président Seyni Kountché, ayant participé au coup d'état qui l'a conduit au pouvoir.
En 1976, il est nommé commandant de la garde présidentielle. Deux ans plus tard, il prend le commandement de la compagnie parachutiste de Niamey. En 1984, il est chef du troisième bureau de l'état-major des forces armées. De 1986 à 1987, le colonel Maïnassara est attaché militaire à l'ambassade du Niger en France, avant de se voir confier le ministère de la Santé (1987-1990),. De 1990 à 1992, il est ambassadeur en Algérie. En 1992, il revient au Niger pour devenir conseiller de défense du Premier ministre de transition Amadou Cheiffou (1991-1993). Après la première élection présidentielle démocratique, en avril 1993, il est nommé chef d'état-major particulier du président Mahamane Ousmane en juin de cette même année,. Il est marié, musulman et père de cinq enfants.
En 1994-1995, il effectue un stage au Collège interarmées de Défense à Paris avant d'être nommé colonel, en janvier 1995 et, en mars de la même année, chef d'état-major de l'armée nigérienne par le premier ministre Hama Amadou, qu'il connaît bien puisque ce dernier a été le directeur de cabinet du président Kountché. Il renverse le président Mahamane Ousmane le 27 janvier 1996 dans un coup d'état militaire interrompant la mise en place d'une démocratie. Il fait écrire une nouvelle Constitution, destinée à conforter son pouvoir, par le député gaulliste et juriste Pierre Mazeaud. Il organise et remporte l’élection présidentielle en juillet 1996, une élection qui soulève bien des interrogations sur sa régularité,,.
Président francophile, il appartient à la Grande Loge nationale française. Son investiture est boycottée par quelques pays mais pas par la France, représentée par Jacques Godfrain. En visite à l'Élysée en 1999, il remercie les autorités françaises, expliquant que « même après le coup d'État, la France a été pratiquement le seul pays à nous accompagner dans ce que nous avons fait depuis [...]. N'eût été l'intervention des autorités françaises,  certainement les choses se seraient passées autrement. »
Ibrahim Baré Maïnassara est assassiné le 9 avril 1999 lors d’un second coup d'État orchestré par les éléments de sa garde personnelle. La France dénonce alors un « recul pour la démocratie ». Il est enterré à Douméga, village natal de son père situé à 250 km de Niamey. Une prière est dite sur sa tombe à chaque date anniversaire de sa mort (9 avril), et une demande d'enquête est réitérée, par sa famille et les sympathisants et militants du parti politique qu'il a créé : le RDP (Rassemblement pour la démocratie et le progrès) Jama'a.